# Alexandre Welter
Alexandre Welter  (São Paulo, 30 de junho de 1953) é um velejador brasileiro de ascendência alemã, campeão olímpico de iatismo na classe Tornado nas Olimpíadas de Moscou em 1980, juntamente com Lars Sigurd Bjorkstrom.